# Salvia flava
Salvia flava là một loài thực vật có hoa trong họ Hoa môi. Loài này được Forrest ex Diels miêu tả khoa học đầu tiên năm 1912.